# 561 pr. n. št.

## Smrti
- Nebukadnezar II., drugi kaldejski kralj (* okoli 630  pr. n. št.)